# Utrpení svatého Šebestiána
Utrpení svatého Šebestiána (v originále Le martyre de Saint Sébastien) je německý hraný film z roku 1984, který režíroval Petr Weigl podle stejnojmenné hry Clauda Debussyho z roku 1911. Film zachycuje mučednickou smrt svatého Šebestiána.

## Děj
Lučištník a velitel pretoriánské gardy a císařův oblíbenec Šebestián je přítomen popravě dvou bratrů Marka a Marcelliana, kteří jsou jako křesťané ochotni zemřít pro svou víru. Při tom sám přijme víru stejně jako matka odsouzených bratrů. Prefekt jej chce nechat také odsoudit, ale Šebestián přejde po žhavém uhlí, které se pod jeho nohama promění v lilie, což prefekta vyděsí. Šebestián je předvolán před císaře, aby vysvětlil své chování. Císař je ochoten mu odpustit, pokud bude uctívat římské bohy, především boha Slunce Apollóna. Šebestián však zůstává věrný Kristu, přestože ho chce sám císař udělat bohem. Císař jej proto odsoudí k trestu smrti zastřelením. Šebestián smrt přijme. Lučištníci z jeho gardy dostanou pokyn vykonat popravu. Ti se zdráhají svého oblíbeného velitele zabít. Šebestián je však uprosí, že je to vůle boží.

## Obsazení
| Michael Biehn    | Šebestián |
| Nicholas Clay    | císař     |
| Franco Citti     | prefekt   |
| Urs Althaus      | lučištník |
| Pietro Speciale  | lučištník |
| Jan Gabriel      | lučištník |
| Ivan Varga       | lučištník |
| Fabio Caretti    | lučištník |
| Jana Hlaváčová   | matka     |
| Michal Gulyáš    | bratr     |
| Lubomír Martinik | bratr     |
| Andrea Coppola   | Kristus   |
| Pavol Mikulík    | pohan     |
| Milan Riehs      | pohan     |
| Jan Přeučil      | pohan     |